# Nicotine & Gravy
Nicotine & Gravy è un singolo del cantautore statunitense Beck, pubblicato nel 2000 ed estratto dall'album Midnite Vultures.

## Tracce
- CD

1. Nicotine & Gravy – 5:15
2. Midnite Vultures – 7:18
3. Zatyricon – 5:16
4. Nicotine & Gravy (video)